# Torneo Nacional de Boxeo Playa Girón 1991
Das Torneo Nacional de Boxeo Playa Girón 1991 wurde vom 18. bis zum 28. Januar 1991 in Camagüey ausgetragen und war die 30. Austragung der nationalen kubanischen Meisterschaften im Amateurboxen.

## Medaillengewinner
Die Meistertitel wurden in zwölf Gewichtsklassen vergeben.
| Gewichtsklasse                  | Gold                  | Silber                | Bronze             |
| ------------------------------- | --------------------- | --------------------- | ------------------ |
| Halbfliegengewicht (bis 48 kg)  | Orlando Ascencio      | Hector Vicente        | Lorenzo Aragón     |
| Halbfliegengewicht (bis 48 kg)  | Orlando Ascencio      | Hector Vicente        | Ángel Comendador   |
| Fliegengewicht (bis 51 kg)      | Geovani Sánchez       | Rafael Sainz          | José Ramos         |
| Fliegengewicht (bis 51 kg)      | Geovani Sánchez       | Rafael Sainz          | Hector Barrientos  |
| Bantamgewicht (bis 54 kg)       | Ángel Moya            | Enrique Carrión       | Anselmo Armenteros |
| Bantamgewicht (bis 54 kg)       | Ángel Moya            | Enrique Carrión       | Alexander Martínez |
| Federgewicht (bis 57 kg)        | Eddy Suárez           | Segundo Ramos         | Alexis Varona      |
| Federgewicht (bis 57 kg)        | Eddy Suárez           | Segundo Ramos         | Miguel Martínez    |
| Leichtgewicht (bis 60 kg)       | Julio González        | Idel Torriente senior | Enrique Fonseca    |
| Leichtgewicht (bis 60 kg)       | Julio González        | Idel Torriente senior | Mario Kindelán     |
| Halbweltergewicht (bis 63,5 kg) | Candelario Duvergel   | Alexander Mesa        | Juan Pablo Cano    |
| Halbweltergewicht (bis 63,5 kg) | Candelario Duvergel   | Alexander Mesa        | Héctor Vinent      |
| Weltergewicht (bis 67 kg)       | Juan Hernández Sierra | Ariel Hernández       | Danilo Mederos     |
| Weltergewicht (bis 67 kg)       | Juan Hernández Sierra | Ariel Hernández       | Ernesto Cabrera    |
| Halbmittelgewicht (bis 71 kg)   | Jorge Guzman          | Juan Carlos Lemus     | Abelardo Gómez     |
| Halbmittelgewicht (bis 71 kg)   | Jorge Guzman          | Juan Carlos Lemus     | Diosdado Ruíz      |
| Mittelgewicht (bis 75 kg)       | Orestes Solano        | Ramón Garbey          | Ivan Abreu         |
| Mittelgewicht (bis 75 kg)       | Orestes Solano        | Ramón Garbey          | Eliecer Castillo   |
| Halbschwergewicht (bis 81 kg)   | Ángel Espinosa        | Dihosvany Vega        | Roberto Álvarez    |
| Halbschwergewicht (bis 81 kg)   | Ángel Espinosa        | Dihosvany Vega        | Ruben Pedroso      |
| Schwergewicht (bis 91 kg)       | Félix Savón           | Freddy Rojas          | Luis Álvarez       |
| Schwergewicht (bis 91 kg)       | Félix Savón           | Freddy Rojas          | Francisco Bouly    |
| Superschwergewicht (über 91 kg) | Roberto Balado        | Armando Campuzano     | Osvaldo Castillo   |
| Superschwergewicht (über 91 kg) | Roberto Balado        | Armando Campuzano     | Alexis Rubalcaba   |